# Monodráma
A monodráma egyetlen művész által előadott drámai mű, egyetlen előadóra, illetve szereplőre épített dráma;

## Klasszikus monodrámák
- Aiszkhülosz: A leláncolt Prométheusz
- Jean-Jacques Rousseau: Pygmalion
- Nyikolaj Gogol: Egy őrült naplója
- Anton Csehov: A dohányzás ártalmasságáról[* 1]
- Bertolt Brecht: A rettegés birodalma

## Modern monodrámák
- Samuel Beckett: Az utolsó tekercs
- Arnold Schönberg: Az őrült király éneke
- Alfred Tennyson: Maud
- Deme Zoltán: Egó

## Monodrámák a romániai magyar irodalomban
A romániai magyar irodalomban és színházban a szükséglet virágoztatta fel a monodráma műfaját és találta meg az alkalmas szerzőt Kocsis Istvánban, az 1970-es években. Történelmi keretbe, távlatba állítva, a cselekvésvágy és a cselekvésben való akadályoztatás, ill. a választás kérdése tér nála vissza minduntalan. Bolyai János, Bethlen Kata, Jászai Mari, Széchenyi, Van Gogh sorsából emel ki Kocsis egy-egy lényeges drámai magot, egy meghatározott pillanatban gondoltatja, játszatja újra választott hősének életét. Különösen a Bolyai János estéje és az Árva Bethlen Kata vált a hivatásos és amatőr színészek (köztük Zsoldos Árpád, Fábián Ferenc, Nyiredi Piroska) kedvelt darabjává: kevés (jelzéses) díszlettel, másokhoz való alkalmazkodás nélkül véltek időszerű, figyelemfelhívó előadásokhoz jutni, és a Kocsis-monodrámák több ország színpadán hoztak sikert írónak, színésznek.
A monodráma lehetőségét ismerte föl Székely János poémájában a marosvásárhelyi színész Nemes Levente, amikor egyszemélyes színházának szövegéül a Dózsát választotta. Az 1970-80-as évek erdélyi színpadain prózai művek színrevitelével (Illyés Kinga), színpadra írt művek monodrámásított változatával (például a nagyváradi F. Bathó Ida a Magyar Medeiával, Göncz Árpád színművével) erősödött – és vált a szakma vitatémájává is – a monodráma jelensége. Az 1980-as évek közepétől csökkent az érdeklődés e műnem iránt.